# Шорттрек
Шорттрекът е зимен олимпийски спорт.
Провежда се на 111-метрова кръгла писта (игрище за хокей на лед). За по-голяма стабилност при завоите състезателят се опира с ръка на леда и така запазва равновесие при високата скорост. Интересна част от състезанието са различните тактики, които се прилагат от спортистите. Борбата за първото място налага различни стратегии – забавяне, забързване, изпреварване. Победителите се определят след поредица от състезателни серии, в които само класиралите се на челните места продължават в надпреварата.
При индивидуалните състезания във всяка серия се надпреварват от 4 до 8 състезатели, като при по-късите дистанции те са по-малко, а при дългите – повече. От тях само първите двама или трима продължават в следващия етап.
Името шорттрек се превежда на български като „къса писта“ (111 метра), докато класическата ледена писта за бързо пързаляне с кънки е 400 метра.
Шорттрекът е олимпийски спорт от 1992 г. Първоначално държавата, която доминира над всички в шорттрека, е Канада, но това се променя и в днешно време този спорт е особено популярен в азиатските страни — Китай, Южна Корея и Япония, които постигат и най-големите успехи.
Най-добрата българска състезателка по шорттрек е Евгения Раданова - носителка на два сребърни и един бронзов медал от зимни олимпийски игри.